# Nicolas Luckner

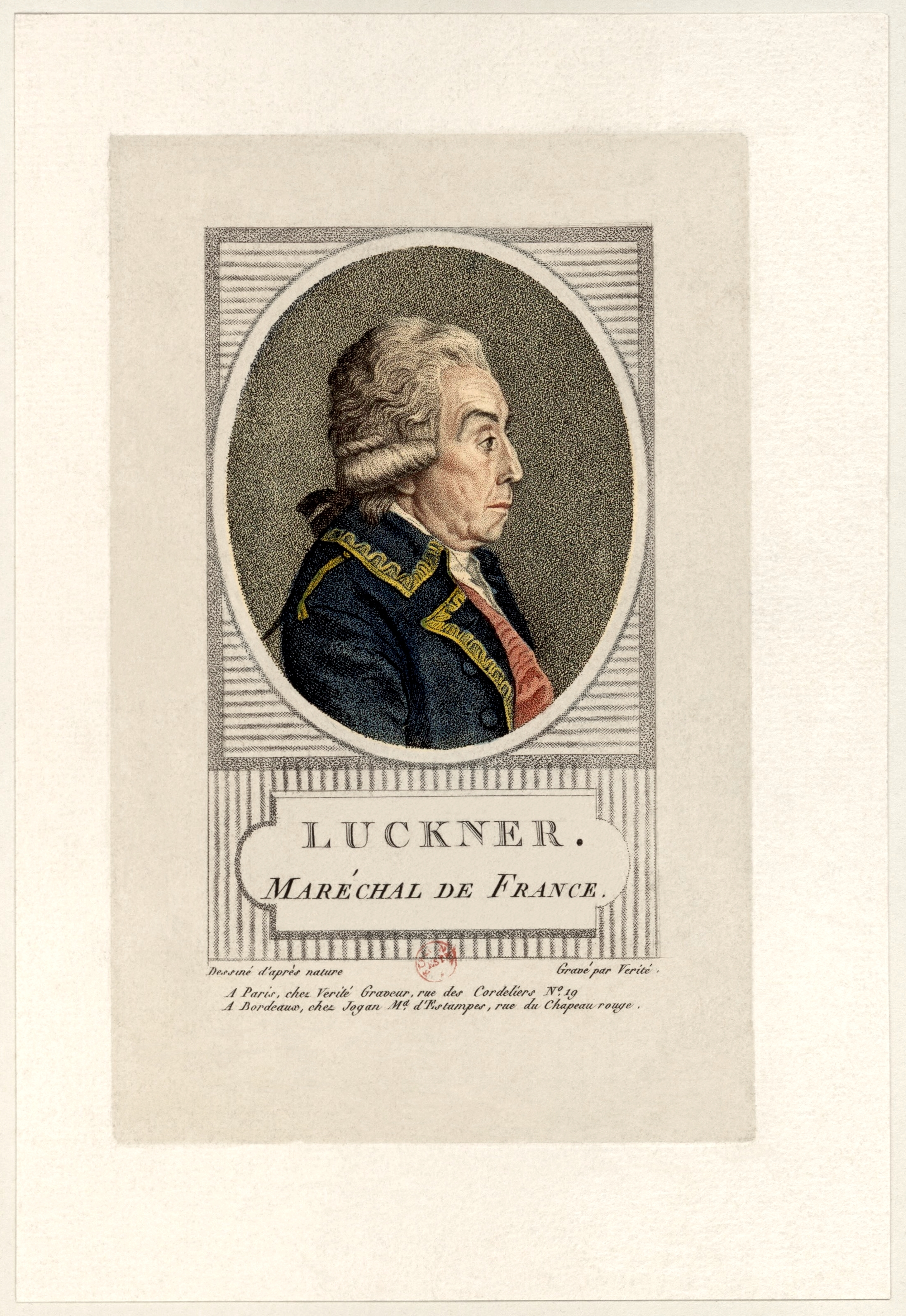
Nicolas Luckner, gravure du temps

Nicolas Luckner, né à Cham, en Bavière, le 12 janvier 1722 et mort guillotiné à Paris le 4 janvier 1794, est un militaire français d’origine allemande.

## Biographie
Fils de Samuel Luckner, aubergiste, maître brasseur et marchand de houblon, conseiller municipal et trésorier de Cham en Bavière, et de Maria Franziska, née Billig, Nikolaus Luckner grandit dans la ville maternelle de Kötzting après le décès de son père en 1730. Il suit les cours des Jésuites à Passau, puis sert différentes armées : Bavière, Hanovre, Hollande. Il commande des hussards lors de la guerre de Sept Ans, dans l'armée de Frédéric II le Grand. Il ne tarde pas à se signaler par son courage et ses talents. La valeur qu'il montre à Rossbach et pendant toute la guerre de Sept Ans fixe sur lui l'attention du cabinet de Versailles, qui lui fait des propositions. 
Il passe au service de la France le 20 juin 1763, avec le grade de lieutenant général, recevant au préalable des lettres d'anoblissement et de naturalité. Il est fait baron par Louis XVI en 1778, puis comte au Danemark en 1784. 
Il se montre favorable aux idées nouvelles dès le début de la Révolution française, et il envoie son serment de fidélité à l'Assemblée en juillet 1791, depuis la Lorraine où il a un commandement. Il reçoit le bâton de maréchal de France le 28 décembre 1791. Le 26 février 1792, Narbonne, ministre de la Guerre, le présente ainsi à l'Assemblée nationale : « Luckner a le cœur plus français que l'accent ». Il se voit confier le commandement de l'armée du Rhin de décembre 1791 à mai 1792, puis de l'armée du Nord de mai à juillet 1792 : il prend la ville de Menin le 19 juin, celles de Courtrai et d'Ypres le 20 juin, mais il est obligé de se replier sur Valenciennes, n'ayant pas été soutenu.
C'est à lui que Rouget de Lisle dédia, en avril 1792, son célèbre Chant de guerre pour l'armée du Rhin, autrement nommé, par la suite, la Marseillaise.

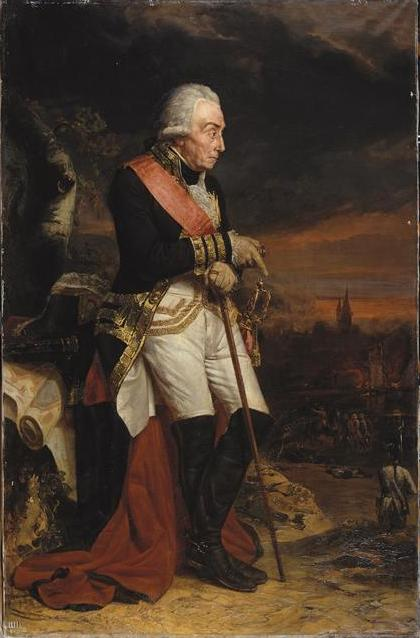
Nicolas, baron de Luckner, Maréchal de France en 1791, Louis-Charles-Auguste Couder (1790–1873), 1834, Musée de l'Histoire de France (Versailles).

Il accompagne La Fayette à Paris en juillet pour manifester sa sympathie à Louis XVI. Il perd toute sa popularité et il est regardé comme suspect après le 10 août (arrestation de Louis XVI).
Le 17 août il est attaqué par 22 000 Autrichiens, qu'il écrase du feu de ses batteries, puis le 19 août 1792 il résiste courageusement, au combat de Fontoy. Il est néanmoins rappelé et relégué dans un commandement secondaire à Châlons-sur-Marne. De plus, il est appelé à la barre de la Convention pour y rendre compte de sa conduite. Il proteste de son dévouement à la France et n'en reçoit pas moins l'ordre de ne point s'éloigner de Paris. 
En 1794, dénoncé par Charles de Hesse[Information douteuse], il est traduit devant le tribunal révolutionnaire qui le condamne à mort et le guillotine le 4 janvier. Il est alors âgé de 71 ans.
Le marin Felix von Luckner était son arrière-petit-fils.
Le carillon à l'hôtel de ville de Cham, sa ville natale, sonne La Marseillaise en sa mémoire.

## Sources
- « Nicolas Luckner », dans Charles Mullié, Biographie des célébrités militaires des armées de terre et de mer de 1789 à 1850, 1852 [détail de l’édition]
- La révolution française, dictionnaire biographique de Claude Manceron, Renaudot et Cie, 1989
- Theodor Heuss, Der Marschall aus der Oberpfalz, dans Schattenbeschwörung, Tübingen, 1948.